# Lauffen am Neckar
Lauffen am Neckar (Lauffen) là một thị xã ở huyện Heilbronn, Baden-Württemberg, Đức. Đô thị này có diện tích 22,63 km², dân số thời điểm 31 tháng 12 năm 2020 là 11.838 người. Đô thị này tọa lạc bên sông Neckar, 9 km về phía tây nam của Heilbronn. Đây là nơi sinh của nhà thờ Friedrich Hölderlin, thị xã còn nổi tiếng về rượu vang, đặc biệt "Lauffener Katzenbeißer Schwarzriesling".
Lauffen tọa lạc ở phía nam của huyện Heilbronn, 9 kilômét về phía nam của Heilbronn và 50 kilômét về phía bắc của thủ phủ bang Baden-Württemberg, Stuttgart, bên sông Neckar. Sông nhỏ Zaber chảy vào Neckar tại điểm này.

## Đô thị giáp ranh
Các thị xã và làng giáp ranh của Lauffen (từ phía tây theo chiều kim đồng hồ): Brackenheim, Nordheim, Heilbronn, Talheim, Isfeld, Neckarwestheim và Kirchheim am Neckar (huyện Ludwigsburg). Stadtwald Etzlenswenden nằm lọt trong đơn vị hành chính khác giáp với (từ phía tây): Abstatt, Untergruppenbach, Löwenstein và Beilstein.